# Fontaine de la place Santa Maria in Trastevere
La fontaine de la piazza Santa Maria in Trastevere est située à Rome, sur la place de la basilique homonyme, dans le quartier du Trastevere. La fontaine est une création de Donato Bramante, avec des améliorations de Gian Lorenzo Bernini et Carlo Fontana, sur une œuvre préexistante, peut-être d'époque impériale.

## Histoire et description

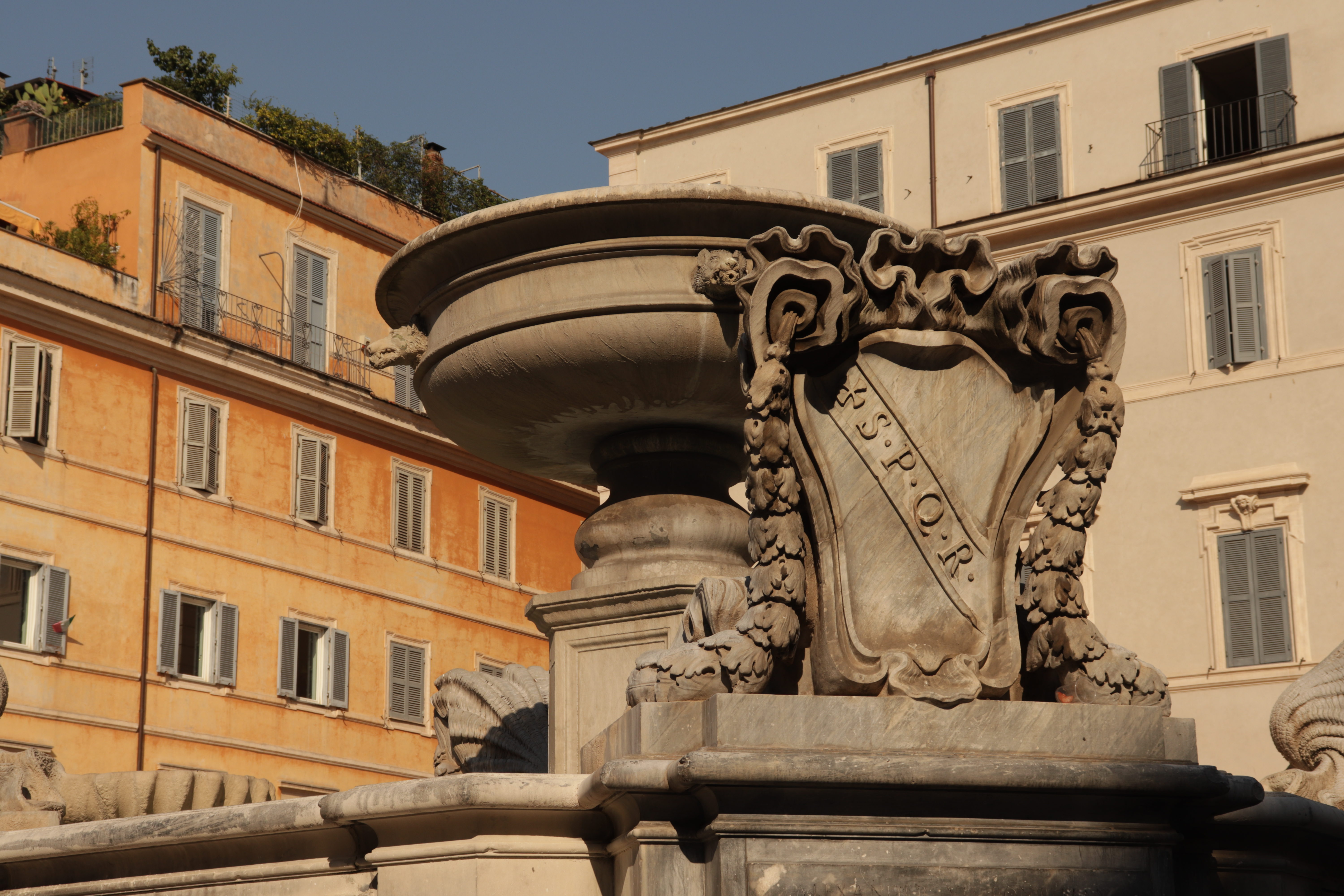
Détail de la Fontaine de la place Santa Maria in Trastevere

Elle est considérée comme la plus ancienne fontaine de Rome encore en exploitation, malgré les interventions et restaurations en tous genres. Il semble que la première mention d'une source à cet endroit remonte à l'époque d'Auguste, bien qu'il existe pas de preuves absolument certaines. La source devait être alimentée par l'Aqua Alsietina, l'aqueduc qu'Auguste avait construit en 2 av. J.-C. pour l'alimentation de ses "naumachies", le lac artificiel construit pour les représentations de batailles navales, réalisé dans la zone du Trastevere. L'aqueduc a probablement été conçu dès le départ pour un tel but: l'eau n'était en effet pas potable, et quand elle n'était pas utilisée pour les naumachies, elle servait à des fins agricoles, et aussi pour l'irrigation des "jardins de César”, le parc que ce même César voulait rendre public après sa mort.
La première intervention sur les restes du monument romain préexistant peut remonter à la fin du VIIIe siècle, par le pape Adrien Ier (mais la nouvelle est rapportée dans les chroniques beaucoup plus tard, au milieu du XVIIe siècle). Ensuite, il n'y a rien de nouveau jusqu'à 1450, quand, par la volonté du pape Nicolas V, à l'occasion du Jubilé, est entreprise la construction d'une vasque carrée, placée sur des marches, au centre de laquelle, sur un piédestal, on a installé deux bassins circulaires de taille différente. L'alimentation était probablement assurée par les restes de l'aqueduc Alsietino. Mais, en raison de la difficulté à obtenir une circulation adéquate et constante, la partie supérieure du bassin est éliminée, ce qui apparaît déjà dans un plan de Rome datant de 1474.
Entre 1496 et 1501, la première restauration, peut-être de Bramante, a ajouté au bassin restant des ornements en forme de tête de loup, dont la bouche fait jaillir l'eau dans la vasque. À la fin du XVIe siècle, elle a été tellement modifiée par Giovanni Fontana, qu'elle représente officiellement la date de la construction de l'actuelle fontaine de la piazza Santa Maria in Trastevere. Parmi les changements, la forme du bassin, qui est devenu octogonal. En 1604, une branche secondaire de l'”Acqua Felice” a remplacé l'ancien bloc d'alimentation, insuffisant, de l'Aqua Alsietina.
Réalisé peu de temps après, l'aqueduc ”Acqua Paola” a modifié de nouveau la puissance de la fontaine, car le nouveau conduit est beaucoup plus puissant que le précédent. L'engagement de déplacer la fontaine de sa position d'origine (sur le côté opposé de l'église) au centre de la place a été confié au Bernin. Celui ci, en 1658, a achevé la nouvelle fontaine, la surélevant de marches, et y ajoutant sur les côtés du bassin octogone une inscription commémorative et les armoiries du pape Alexandre VII. Il ajouta aussi quatre coquilles sur les côtés, d'où coulait l'eau qui tombait dans la vasque.
L'intervention ultérieure de 1694 porte la signature de Carlo Fontana, qui a augmenté la capacité de la vasque, réalisée en travertin.
Une restauration a eu lieu en 1873, œuvre de la Municipalité, à l'occasion de laquelle est apposée un imposant  S. P. Q. R. à l'extérieur des coquilles. La dernière intervention eut lieu en 1984.